# Seznam členů Megadeth

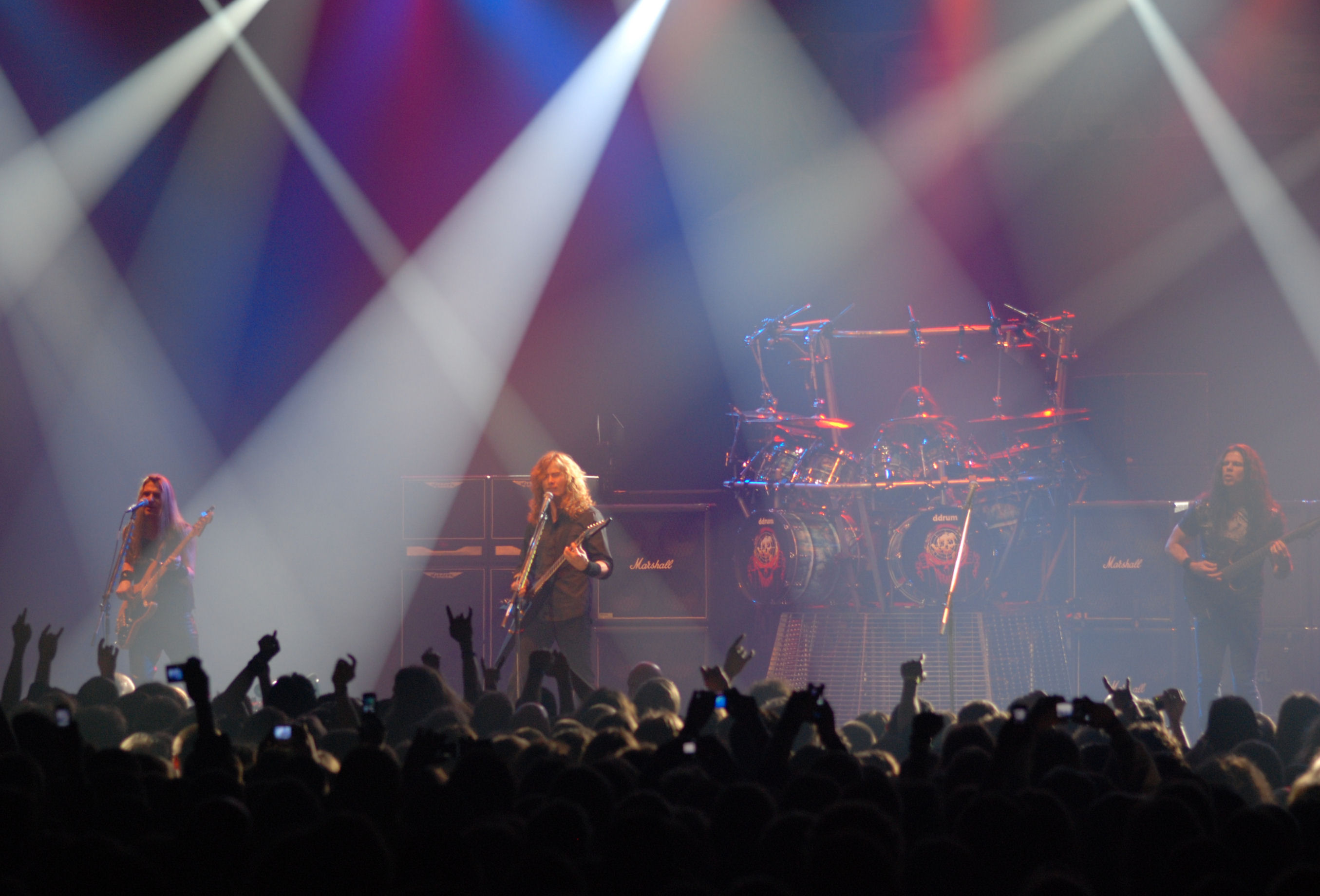
Sestava z let 2008–2010 na festivalu Metalmania v polských Katovicích

Megadeth je americká thrashmetalová kapela, která vznikla v roce 1983 v Los Angeles. Založil ji Dave Mustaine (bývalý člen skupiny Metallica, ze které byl kvůli alkoholismu vyhozen) spolu s baskytaristou Davidem Ellefsonem, kytaristou Gregem Handevidtem a bubeníkem Dijonem Carruthersem. Skupina v průběhu let několikrát měnila složení; jediným nepřetržitým členem (nepočítaje přerušení činnosti skupiny v letech 2002–2004) je Dave Mustaine.

## Členové

### Současní
| Obrázek | Jméno            | Aktivní v letech           | Nástroje                                           | Přínos tvorbě skupiny                      |
| ------- | ---------------- | -------------------------- | -------------------------------------------------- | ------------------------------------------ |
|         | Dave Mustaine    | 1983–2002, 2004–současnost | elektrická kytara akustická kytara, vokály, klavír | všechna tvorba skupiny                     |
|         | Dirk Verbeuren   | 2016–současnost            | bicí                                               | The Sick, The Dying... and The Dead!(2022) |
|         | James LoMenzo    | 2006–2010, 2022–současnost | baskytara, doprovodné vokály                       | United Abominations (2007), Endgame (2009) |
|         | Teemu Mäntysaari | 2023–současnost            | kytara, doprovodné vokály                          | žádný                                      |

### Dřívější
| Obrázek | Jméno            | Aktivní v letech                    | Nástroje                                            | Přínos tvorbě skupiny |
| ------- | ---------------- | ----------------------------------- | --------------------------------------------------- | --- |
|         | Dijon Carruthers | 1983                                | bicí                                                | žádný |
|         | Richard Girod    | 1983                                | bicí                                                | žádný |
|         | Lee Rausch       | 1984                                | bicí                                                | demo Last Rites (1984) |
|         | Kerry King       | 1984                                | kytara                                              | žádný |
|         | Gar Samuelson    | 1984–1987                           | bicí                                                | Killing Is My Business… and Business Is Good! (1985) a Peace Sells… but Who's Buying? (1986)                                                               |
|         | Chris Poland     | 1984–85, 85–87, 2004 (session only) | kytara                                              | Killing Is My Business… and Business Is Good! (1985), Peace Sells… But Who's Buying? (1986) a The System Has Failed (2004)                                 |
|         | Jay Reynolds     | 1987                                | kytara                                              | žádný |
|         | Chuck Behler     | 1987–1989                           | bicí                                                | So Far, So Good… So What! (1988) |
|         | Jeff Young       | 1987–1989                           | kytara                                              | So Far, So Good… So What! (1988) |
|         | Nick Menza       | 1989–1998, 2004                     | bicí, doprovodné vokály                             | všechna tvorba skupiny od Rust in Peace (1990) do Cryptic Writings (1997)                                                                                  |
|         | Marty Friedman   | 1990–2000                           | kytara, doprovodné vokály                           | všechna tvorba skupiny od Rust in Peace (1990) do Risk (1999)                                                                                              |
|         | Jimmy DeGrasso   | 1998–2002                           | bicí, doprovodné vokály                             | Risk (1999), The World Needs a Hero (2001) a Rude Awakening (2002)                                                                                         |
|         | Al Pitrelli      | 2000–2002                           | kytara, doprovodné vokály                           | The World Needs a Hero (2001) a Rude Awakening (2002) |
|         | Shawn Drover     | 2004–2014                           | bicí                                                | všechna tvorba skupiny od That One Night: Live in Buenos Aires (2005) do Countdown to Extinction: Live (2013)                                              |
|         | Glen Drover      | 2004–2008                           | kytara, doprovodné vokály                           | That One Night: Live in Buenos Aires (2005), Gigantour (2006) a United Abominations (2007)                                                                 |
|         | James MacDonough | 2004–2006                           | baskytara                                           | That One Night: Live in Buenos Aires (2005) a Gigantour (2006)                                                                                             |
|         | Chris Broderick  | 2008–2014                           | kytara, doprovodné vokály                           | všechna tvorba skupiny od Endgame (2009) do Super Collider (2013)                                                                                          |
|         | Chris Adler      | 2015–2016                           | bicí                                                | Dystopia (2016) |
|         | David Ellefson   | 1983–2002, 2010–2021                | baskytara, doprovodné vokály                        | všechna tvorba skupiny od Killing Is My Business… and Business Is Good! (1985) do Rude Awakening (2002), a od Rust in Peace Live (2010) do Dystopia (2016) |
|         | Kiko Loureiro    | 2015–2023                           | kytara, doprovodné vokály, akustická kytara, klavír | Dystopia (2016) a The Sick, the Dying… and the Dead! (2022)                                                                                                |
|         |                  |                                     |                                                     | |

### Studioví
| Obrázek | Jméno                                                                                  | Aktivní v letech | Nástroje                                                                 | Přínos tvorbě skupiny                                                                                      |
| ------- | -------------------------------------------------------------------------------------- | ---------------- | ------------------------------------------------------------------------ | --- |
|         | Steve Jones                                                                            | 1988             | kytarové sólo v písni „Anarchy in the U.K.“                              | So Far, So Good... So What!                                                                                |
|         | Jimmie Wood                                                                            | 1994             | harmonika v písních „Train of Consequences” a „Elysian Fields”           | Youthanasia                                                                                                |
|         | Heather Keckler                                                                        | 2001             | mluvené slovo v písních „The World Needs a Hero” a „1000 Times Goodbye”  | The World Needs a Hero                                                                                     |
|         | Bob Findley                                                                            | 2001, 2013       | trubka v písni ”Silent Scorn”, roh v písni ”A House Divided”             | The World Needs a Hero (2001), Super Collider (2013)                                                       |
|         | Suzie Katayama                                                                         | 2001             | strunné nástroje v písních „Promises” a „Losing My Senses”               | The World Needs a Hero                                                                                     |
|         | Chris Vrenna                                                                           | 2001–2002        | Pro Tools                                                                | The World Needs a Hero a Killing is My Business... remasterovaná verze                                     |
|         | Vinnie Colaiuta                                                                        | 2004             | bicí                                                                     | The System Has Failed (2004)                                                                               |
|         | Jimmie Lee Sloas                                                                       | 2004             | baskytara                                                                | The System Has Failed (2004)                                                                               |
|         | Tim Akers                                                                              | 2004             | klávesy                                                                  | The System Has Failed (2004)                                                                               |
|         | Darien Bennet                                                                          | 2004             | doprovodné vokály v písni „Blackmail the Universe”                       | The System Has Failed (2004)                                                                               |
|         | Eric Darken                                                                            | 2004, 2016       | perkuse                                                                  | The System Has Failed (2004), Dystopia (2016)                                                              |
|         | Michael Davis                                                                          | 2004             | zvukové efekty                                                           | The System Has Failed (2004)                                                                               |
|         | Lance Dean                                                                             | 2004             | doprovodné vokály                                                        | The System Has Failed (2004)                                                                               |
|         | Scott Harrison                                                                         | 2004             | doprovodné vokály                                                        | The System Has Failed (2004)                                                                               |
|         | Charlie Judge                                                                          | 2004             | klávesy                                                                  | The System Has Failed (2004)                                                                               |
|         | Celeste Amber Montague                                                                 | 2004             | doprovodné vokály v písni „Blackmail the Universe”                       | The System Has Failed (2004)                                                                               |
|         | Justis Mustaine                                                                        | 2004             | doprovodné mluvené slovo, vokály                                         | The System Has Failed (2004)                                                                               |
|         | Ralph Patlan                                                                           | 2004             | doprovodné vokály, mluvené slovo                                         | The System Has Failed (2004)                                                                               |
|         | Chris Rodriguez                                                                        | 2004–2011, 2016  | doprovodné vokály                                                        | The System Has Failed (2004), United Abominations (2007), Endgame (2009), Thirteen (2011), Dystopia (2016) |
|         | Robert Venable                                                                         | 2004             | doprovodné vokály                                                        | The System Has Failed (2004)                                                                               |
|         | Jonathan Yudkin                                                                        | 2004             | strunné nástroje, banjo                                                  | The System Has Failed (2004)                                                                               |
|         | Axel Mackenrott                                                                        | 2007             | klávesy                                                                  | United Abominations (2007)                                                                                 |
|         | Cristina Scabbia                                                                       | 2007             | doprovodné vokály v písni „À Tout le Monde (Set Me Free)”                | United Abominations (2007)                                                                                 |
|         | Brett Caldas-Lima                                                                      | 2007             | mluvené slovo v písni „United Abominations”                              | United Abominations (2007)                                                                                 |
|         | Marie Soler                                                                            | 2007             | mluvené slovo v písni „United Abominations”                              | United Abominations (2007)                                                                                 |
|         | Chris Clancy                                                                           | 2009             | doprovodné vokály                                                        | Endgame (2009)                                                                                             |
|         | Mark Newby-Robson                                                                      | 2009             | klávesy v písni „The Hardest Part of Letting Go...Sealed with a Kiss”    | Endgame (2009)                                                                                             |
|         | David Draiman                                                                          | 2013             | vokály v písni „Dance in the Rain”                                       | Super Collider (2013)                                                                                      |
|         | Yao Zhao                                                                               | 2013             | čelo v písni „Dance in the Rain”                                         | Super Collider (2013)                                                                                      |
|         | Tom Cunningham                                                                         | 2013             | housle v písních „The Blackest Crow” a „Dance in the Rain”               | Super Collider (2013)                                                                                      |
|         | The Shannon Rovers Irish Pipe Band (Brian Costello, Sean Costello, Mary Kate Peterson) | 2013             | dudy v písni „Built for War”                                             | Super Collider (2013)                                                                                      |
|         | Electra Mustaine                                                                       | 2013             | doprovodné vokály v písních „Forget to Remember” a „Beginning of Sorrow” | Super Collider (2013)                                                                                      |
|         | Sarah Phelps                                                                           | 2013             | doprovodné vokály v písni „Beginning of Sorrow”                          | Super Collider (2013)                                                                                      |
|         | Willie Gee                                                                             | 2013             | řečník v písni „The Blackest Crow”                                       | Super Collider (2013)                                                                                      |
|         | Charlie Judge                                                                          | 2016             | orchest v písni „Poisonous Shadows”                                      | Dystopia (2016)                                                                                            |
|         | Farah Siraj                                                                            | 2016             | vokály v písních „The Threat Is Real” a „Poisonous Shadows”              | Dystopia (2016)                                                                                            |
|         | Miles Doleac                                                                           | 2016             | mluvený komentář v písni „Conquer or Die!”                               | Dystopia (2016)                                                                                            |
|         | Blair Masters                                                                          | 2016             | klávesy                                                                  | Dystopia (2016)                                                                                            |
|         | Steve DiGiorgio                                                                        | 2022             | baskytara                                                                | The Sick, the Dying... and the Dead! (2022)                                                                |

### Živě
| Obrázek | Jméno            | Aktivní v letech   | Nástroje                   | Přínos tvorbě skupiny |
| ------- | ---------------- | ------------------ | -------------------------- | --------------------- |
|         | Mike Albert      | 1985               | kytara                     | žádný                 |
|         | Tony Laureano    | 2015–2016          | bicí                       | žádný                 |
|         | James LoMenzo    | 2021–2022          | baskytara, doprovodný zpěv | žádný                 |
|         | Teemu Mäntysaari | září–listopad 2023 | kytara, doprovodné vokály  | žádný                 |

## Časová osa nahrávek
| Role          | Album                                                | Album                                 | Album                            | Album                | Album                          | Album              | Album                   | Album          | Album                         | Album                        | Album                      | Album           | Album           | Album                 | Album           |                                             |
| Role          | Killing Is My Business… and Business Is Good! (1985) | Peace Sells… but Who's Buying? (1986) | So Far, So Good… So What! (1988) | Rust in Peace (1990) | Countdown to Extinction (1992) | Youthanasia (1994) | Cryptic Writings (1997) | Risk (1999)    | The World Needs a Hero (2001) | The System Has Failed (2004) | United Abominations (2007) | Endgame (2009)  | Thirteen (2011) | Super Collider (2013) | Dystopia (2016) | The Sick, the Dying... and the Dead! (2022) |
| ------------- | ---------------------------------------------------- | ------------------------------------- | -------------------------------- | -------------------- | ------------------------------ | ------------------ | ----------------------- | -------------- | ----------------------------- | ---------------------------- | -------------------------- | --------------- | --------------- | --------------------- | --------------- | ------------------------------------------- |
| Kytara/Vokály | Dave Mustaine                                        | Dave Mustaine                         | Dave Mustaine                    | Dave Mustaine        | Dave Mustaine                  | Dave Mustaine      | Dave Mustaine           | Dave Mustaine  | Dave Mustaine                 | Dave Mustaine                | Dave Mustaine              | Dave Mustaine   | Dave Mustaine   | Dave Mustaine         | Dave Mustaine   | Dave Mustaine                               |
| Baskytara     | David Ellefson                                       | David Ellefson                        | David Ellefson                   | David Ellefson       | David Ellefson                 | David Ellefson     | David Ellefson          | David Ellefson | David Ellefson                | Jimmie Lee Sloas             | James LoMenzo              | James LoMenzo   | David Ellefson  | David Ellefson        | David Ellefson  | Steve DiGiorgio                             |
| Kytara        | Chris Poland                                         | Chris Poland                          | Jeff Young                       | Marty Friedman       | Marty Friedman                 | Marty Friedman     | Marty Friedman          | Marty Friedman | Al Pitrelli                   | Chris Poland                 | Glen Drover                | Chris Broderick | Chris Broderick | Chris Broderick       | Kiko Loureiro   | Kiko Loureiro                               |
| Bicí          | Gar Samuelson                                        | Gar Samuelson                         | Chuck Behler                     | Nick Menza           | Nick Menza                     | Nick Menza         | Nick Menza              | Jimmy DeGrasso | Jimmy DeGrasso                | Vinnie Colaiuta              | Shawn Drover               | Shawn Drover    | Shawn Drover    | Shawn Drover          | Chris Adler     | Dirk Verbeuren                              |